# Người hướng dẫn linh hồn
Linh hồn hướng dẫn, theo thuyết duy linh phương Tây, là một thực thể vẫn còn ở lại như một linh hồn ngừng đầu thai đóng vai trò là người dẫn dắt hoặc bảo hộ cho một người được hóa thân còn sống.

## Miêu tả
Theo thuyết Thông Thiên Học, linh hồn hướng dẫn không phải lúc nào cũng có nguồn gốc con người. Một số linh hồn hướng dẫn sống dưới dạng nguồn năng lượng, trong cõi vũ trụ, hoặc là những thực thể ánh sáng, là những linh hồn hướng dẫn cấp độ rất cao. Một số linh hồn hướng dẫn là những người đã sống nhiều kiếp trước đó, trả các khoản nợ về nghiệp quả và tiến xa hơn nhu cầu tái sinh. Nhiều tín đồ tin rằng những linh hồn hướng dẫn được chọn ở "phía bên kia" bởi những con người sắp tái sinh và mong muốn được giúp đỡ.
Một số nhà tâm linh hiện đại ban đầu không ủng hộ ý tưởng linh hồn hướng dẫn. Tác giả tâm linh và nhà ngoại cảm E.W. Wallis, viết trong cuốn A Guide to Mediumship and Psychic Unfoldment, bày tỏ quan điểm rằng khái niệm linh hồn hướng dẫn là tước quyền và thiếu tôn trọng đối với cả linh hồn và người sống. Mặc dù ông không phủ nhận rằng việc tìm kiếm người có thể được giúp đỡ bởi các linh hồn ở đây và đó, ông vẫn từ chối ý tưởng rằng các linh hồn được chỉ định hoặc được giao không làm gì khác ngoài việc giúp đỡ người sống. Ông khuyên rằng thông linh là giải pháp để tránh xa khái niệm rằng họ đang được "hướng dẫn" trừ khi họ có bằng chứng rõ ràng rằng về trường hợp như thế này.

## Nhân chứng trực tiếp
Theresa Caputo, trong loạt phim truyền hình thực tế Long Island Medium, chỉ đơn giản gọi hướng dẫn của cô là "Linh hồn", mô tả nó như một thực thể mà cô có thể cảm nhận được từ khi cô bốn tuổi.
Những nhà tâm linh Mỹ trong suốt thế kỷ 19 và 20 thường mô tả các thực thể hướng dẫn của họ giống với người Mỹ bản địa. Một linh hồn hướng dẫn phổ biến thuộc loại này, được nhiều nhà tâm linh Anh-Mỹ bắt gặp, được đặt tên là White Hawk. Trong số các nhà tâm linh người Mỹ gốc Phi, đặc biệt là những người trong các nhà thờ được thành lập bởi hoặc chịu ảnh hưởng của Mẹ Leafy Anderson, hướng dẫn viên người Mỹ bản địa được đặt tên là Black Hawk, và được coi là linh hồn của chiến binh bộ lạc Sac có cùng tên gọi.